# Marcipa argyrosema
Marcipa argyrosema là một loài bướm đêm trong họ Erebidae.